# Iberomesornis
Iberomesornis romerali
Genre
Espèce
Iberomesornis romerali, ou l'« oiseau espagnol intermédiaire », est un genre d'oiseaux Enantiornithes du Crétacé inférieur de l'Espagne, et est la seule espèce du genre Iberomesornis.

## Description et dénomination

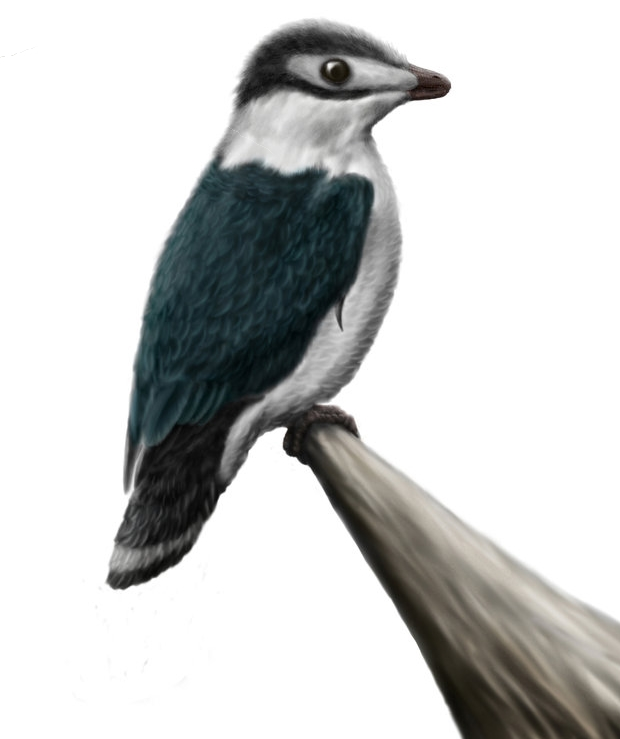
Vue d'artiste de Iberomesornis romerali

Sa taille était d'environ 10 à 15 cm de long, pour un poids d'une cinquantaine de grammes.
Les fossiles d'Iberomesornis ont été découvert par Armando Díaz Romeral, en 1985, dans la formation Calizas de La Huérguina (en), du Crétacé inférieur, à Las Hoyas, dans la province de Cuenca, dans le centre-est de l'Espagne, qui date de la fin du Barremien, il y a environ 125 Ma. Cette découverte a été signalée pour la première fois en 1988. Selon les sources, l'espèce type Iberomesornis romerali a été nommée et décrite par José Luis Sanz et José Fernando Bonaparte en 1992, ou par J. L. Sanz et al. en 1990, (PBDB, source retenue pour cette page, mais sujette à caution). Le nom générique est dérivé d'Iberia et du grec ancien μέσος, mesos, « milieu », et ὄρνις, ornis, « oiseau », en référence au statut intermédiaire entre les oiseaux les plus basaux et les oiseaux modernes. Le nom spécifique rend hommage à Romeral.
Le spécimen holotype, LH-22, qui fait partie de la collection Las Hoyas, consiste en un squelette partiel d'un adulte dont il manque le crâne, la partie antérieure du cou la plus grande partie des mains. Un deuxième spécimen, LH-8200, a été référencé sous Iberomesornis sp. en 1994, consistant en un pied gauche d'un individu de taille similaire à l'holotype.
En préparant une étude supplémentaire du fossile, Paul C. Sereno a décrit à nouveau l'espèce en 2000.
Le squelette retrouvé, conservé dans la roche est quasiment complet, avec pour seules parties manquantes le crâne, quelques vertèbres et une partie de la main. Des traces de plumes ont par ailleurs été reconnues sur les bords du squelette. On sait de lui aujourd'hui que les os de son bassin étaient similaires à ceux de l'Archaeopteryx, que cette espèce était pourvue d'un pygostyle, que ses pieds l'aidaient à se percher, comme les pigeons ou les merles, de par la forme de son pied, et surtout qu'il savait parfaitement voler. Les os de ses bras étaient en effet très semblables à ceux des oiseaux actuels, et il possédait également, entre autres, une furcula développée qui soudait les deux clavicules pour soutenir ses ailes et lui faciliter le vol.
Du fait du manque de précision sur ses mains et son cou (donc son œsophage), les scientifiques n'ont pour l'instant aucune information précise quant à son alimentation, mais ces derniers ont cependant laissé présager qu'il se nourrissait sans doute d'insectes, de la même manière que d'autres petits oiseaux d'aujourd'hui.

## Phylogénie
En 1992, Iberomesornis a été assigné aux Iberomesornithidae (non connu de PBDB). À cette époque, on considérait qu'il était peut-être très basal, en dehors du clade Ornithothoraces, comme le reflète son nom générique. Cependant, depuis la découverte d'Iberomesornis, de nombreux autres fossiles d'oiseaux ont été mis au jour dans les carrières de la province de Liaoning, en Chine. Des spécimens bien conservés d'espèces chinoises telles que Sinornis et Confuciusornis ont permis aux scientifiques de mieux comprendre l'histoire des premiers fossiles d'oiseaux. Aujourd'hui, Iberomesornis est considéré comme positionné au sein des Ornithothoraces, comme un membre basal des Enantiornithes. 